# Agraylea drosima
Agraylea drosima är en nattsländeart som beskrevs av Navás 1917. Agraylea drosima ingår i släktet Agraylea och familjen smånattsländor. Inga underarter finns listade i Catalogue of Life.